# Come Fly with Me (brano musicale)
Come Fly with Me è un brano musicale del 1957 composto da Jimmy Van Heusen (musica) e Sammy Cahn (testo).

## Il brano
Come Fly with Me venne scritta appositamente per essere interpretata da Frank Sinatra, e fu la title track dell'omonimo album del 1958 dello stesso Sinatra. La canzone stabilisce il tono di tutto il resto del disco, descrivendo esotiche avventure in luoghi quali Bombay, Perù ed Acapulco.
Il pezzo divenne uno dei più celebri del repertorio di Sinatra, diventando presenza fissa nelle scalette dei concerti dell'epoca.

## Altre versioni
- Frankie Avalon - nella colonna sonora del film Appuntamento fra le nuvole (1963)
- Pinky and Perky - Summer Holiday EP — (1967)
- Shirley Horn - Close Enough for Love — (1989)
- The Four Freshmen - Voices In Standards - (1996)
- James Darren - This One's from the Heart — (1999)
- Michael Bublé - Michael Bublé — (2003)
- Westlife - Allow Us to Be Frank — (2004)
- Robbie Williams
- Kurt Elling - 1619 Broadway: The Brill Building Project — (2012)
- Gianmarco - Versiones — (2013) [2]
- Cherry Poppin' Daddies - Please Return the Evening - (2014)
- Laura Dickinson - One For My Baby - To Frank Sinatra With Love - (2014)